# Pederina
La pederina es una amida tóxica vesicante con dos anillos de tetrahidropirano, que se encuentra en la hemolinfa del género de escarabajos Paederus, incluida la mosca de Nairobi, perteneciente a la familia Staphylinidae. Primero se caracterizó luego de procesar 25 millones de P. fuscipes recolectados en el campo. Constituye aproximadamente el 0,025% del peso de un insecto (para P. fuscipes).
Se ha demostrado que la producción de pederina depende de las actividades de un endosimbionte (Pseudomonas.) dentro de Paederus.
La fabricación de pederina se limita en gran medida a los escarabajos hembras adultas; las larvas y los machos solo almacenan la pederina adquirida por vía materna (es decir, a través de huevos) o por ingestión.

## Efectos físicos
El contacto de la piel con la pederina del líquido celómico exudado de un escarabajo Paederus hembra causa dermatitis por Paederus. Esta es una erupción que varía desde un eritema leve hasta ampollas severas, según la concentración y la duración de la exposición. El tratamiento consiste en lavar el área irritada con agua fría y jabón. También se recomienda la aplicación de un esteroide tópico para exposiciones más intensas. Estas medidas pueden reducir significativamente los efectos físicos que tiene la toxina en el área afectada.

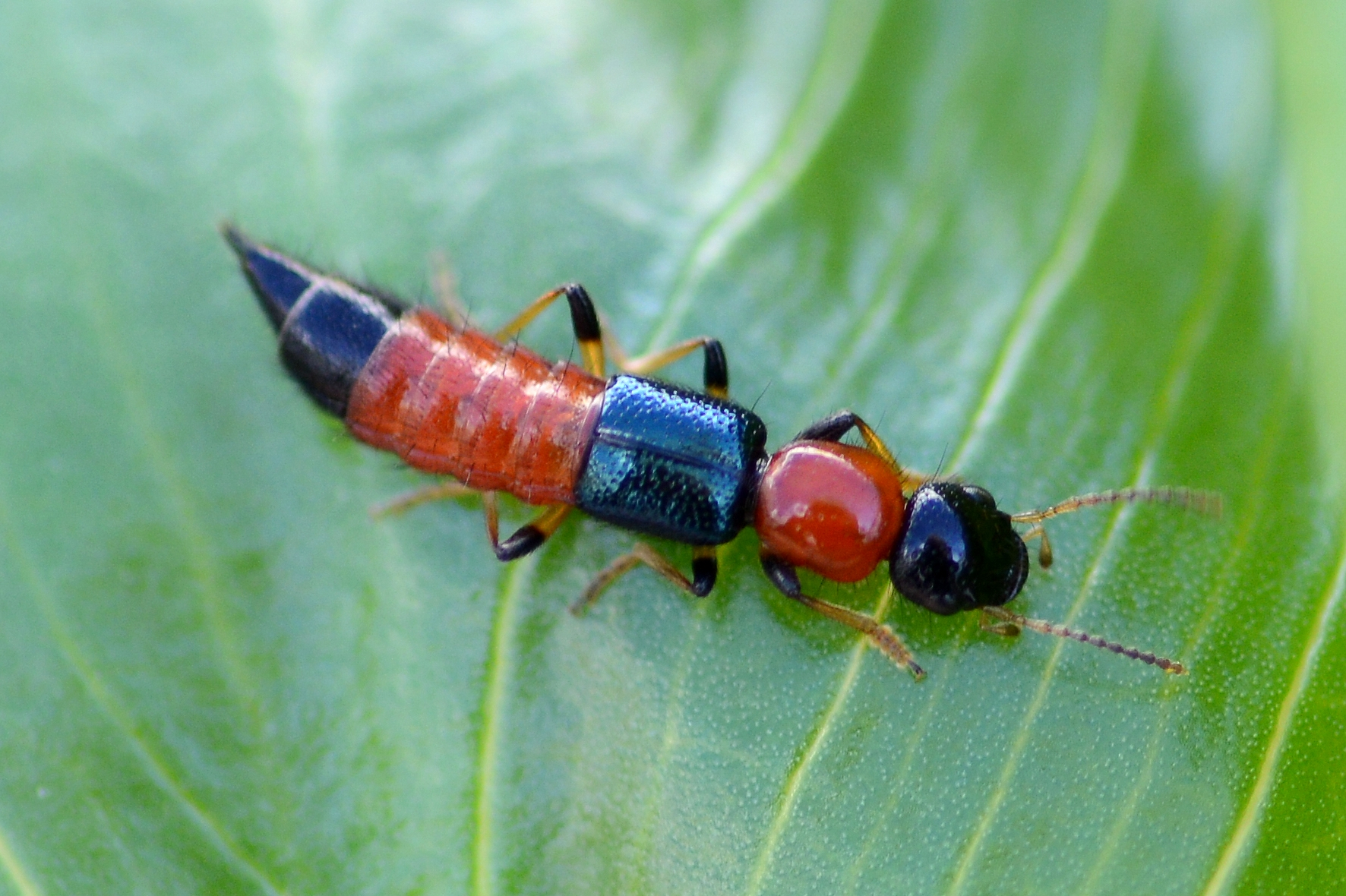
Paederus littoralis

## Síntesis
Se conoce una síntesis total eficaz de pederina. A partir de ácido (+)- benzoilselenopederico, se aplica la reducción de Zn(BH4)2, introduciendo la reducción estereoselectiva de la cetona acíclica. Se realiza la adición de Michael de nitrometano. Después de varios pasos de Oxidación de Pfitzner-Moffatt, fenilselenación, hidrólisis y reducción, se alcanza el ácido pederico.
Los pasos finales de la síntesis de pederina se muestran a la derecha. Aquí, se agrega ácido pederico al compuesto protegido en LiHMDS y THF, produciendo un rendimiento del 75%. A continuación, los grupos protectores se eliminan usando TBAF y un enfriamiento rápido hidrolítico. Este paso da un rendimiento del 88%.

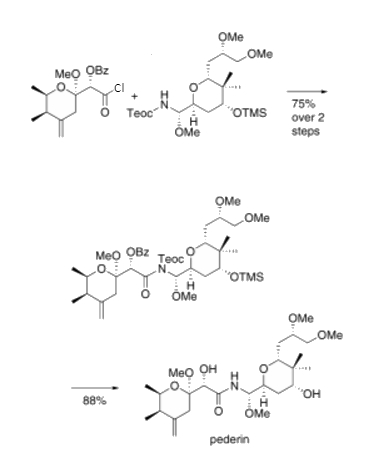
Síntesis de la pederina

## Modo de acción
La pederina bloquea la mitosis a niveles tan bajos como 1 ng / ml, al inhibir la síntesis de proteínas y ADN sin afectar la síntesis de ARN, previene la división celular y se ha demostrado que prolonga la vida de los ratones portadores de una variedad de tumores. Por estas razones, ha despertado interés como posible tratamiento contra el cáncer.

## Usos
La pederina y sus derivados se están investigando como medicamentos contra el cáncer. Esta familia de compuestos es capaz de inhibir la biosíntesis de proteínas y ADN, haciéndola útil para retardar la división de las células cancerosas. Se ha descubierto que un derivado de la pederina, la psymberina, es muy selectivo para atacar las células tumorales sólidas.